# 蒂克利亞科查湖
12°14′S 76°01′W / 12.233°S 76.017°W
蒂克利亞科查湖（Ticllacocha），是秘魯的湖泊，位於該國中南部利馬大區，處於保卡爾科查湖、丘斯皮庫查湖和皮斯科科查湖以南和庫圖尼山、瓦伊納庫圖尼山西北面，海拔高度4,475米。